# Oeax petriclaudii
Oeax petriclaudii är en skalbaggsart som först beskrevs av Reé Michel Quentin och Jean François Villiers 1981.  Oeax petriclaudii ingår i släktet Oeax och familjen långhorningar. Inga underarter finns listade i Catalogue of Life.